# Saratoga (New York)
Saratoga è una città statunitense dello stato di New York, sita nell'omonima contea. Essa si trova sul confine orientale della contea, ad est di Saratoga Springs, ed è contornata dall'omonimo lago e dal fiume Hudson.

## Etimologia
Il nome è la corruzione di una parola della lingua Mohawk, che si riferiva ad una zona di caccia a cavallo del fiume Hudson; secondo una fonte sconosciuta, esso deriverebbe da Se-rach-ta-gue, che significa "la zona collinosa del tranquillo fiume", che i coloni olandesi trasformarono in Sarachtoge, ma, secondo la linguista Marianne Mithun, deriverebbe invece da sharató:ken, che significa "dove ti sei procurato una vescica sul tallone". Un'ulteriore versione sull'origine del nome lo vorrebbe proveniente da "Saraghtogo"

## Storia
Il primo insediamento risale al XVII secolo come "Fort Saratoga". Il territorio circostante divenne subito oggetto di scontro tra le forze coloniali britanniche e quelle francesi ed il villaggio così denominato (successivamente denominato Schuylerville) venne distrutto dai francesi nel 1745 durante la guerra di re Giorgio.
Saratoga era in origine un distretto della contea di Albany, che si estendeva da nord del fiume Mohawk al Northumberland, comprese le terre su entrambe le rive del fiume Hudson; nel 1775 vi erano colà tre distretti: Ballstown, Halfmoon e Saratoga.
Essa è ben nota come la località ove il generale britannico John Burgoyne si arrese al generale Horatio Gates, dell'Esercito continentale, al termine delle battaglie di Saratoga, il 17 ottobre 1777, spesso citate come un momento di svolta nello sviluppo della guerra d'indipendenza americana. Gran parte degli scontri armati ebbero in effetti luogo nella città di Stillwater, a sud, ma negli ultimi sette giorni i combattimenti e la successiva resa ebbero luogo a Saratoga (Schuylerville).
Nel 1788 fu approvata una legge che riorganizzava il territorio con città al posto dei distretti e Stillwater nacque dal distretto di Saratoga, creando quattro città in quella che divenne la contea di Saratoga. Le quattro "città madri" si divisero successivamente in 19 città. La città originale di Saratoga comprendeva le attuali città di Easton, Northumberland, Moreau, Wilton, parti di Greenfield e Corinth, e la città di Saratoga Springs.
La prima "perdita" di territorio ebbe luogo nel 1789 con la città di Easton (ora nella Contea di Washington). Nel 1798 le città di Corinth, Greenfield, Northumberland, Moreau, e Wilton sorsero dalla città di Saratoga. Nel 1805 una stretta striscia di territorio, nella parte sud-ovest di Saratoga, fu scorporata da quest'ultima ed annessa alla città di Malta. Nel 1819 si formò, con la rimanente parte occidentale di Saratoga, la città di Saratoga Springs.